# Elsberry (Misuri)
Elsberry es una ciudad ubicada en el condado de Lincoln en el estado estadounidense de Misuri. En el Censo de 2010 tenía una población de 1934 habitantes y una densidad poblacional de 457,55 personas por km².

## Geografía
Elsberry se encuentra ubicada en las coordenadas 39°10′6″N 90°47′17″O / 39.16833, -90.78806. Según la Oficina del Censo de los Estados Unidos, Elsberry tiene una superficie total de 4.23 km², de la cual 4.23 km² corresponden a tierra firme y (0%) 0 km² es agua.

## Demografía
Según el censo de 2010, había 1934 personas residiendo en Elsberry. La densidad de población era de 457,55 hab./km². De los 1934 habitantes, Elsberry estaba compuesto por el 94.11% blancos, el 2.38% eran afroamericanos, el 1.03% eran amerindios, el 0% eran asiáticos, el 0% eran isleños del Pacífico, el 0.57% eran de otras razas y el 1.91% pertenecían a dos o más razas. Del total de la población el 2.02% eran hispanos o latinos de cualquier raza.